# Brun fnittertrast
Brun fnittertrast (Trochalopteron austeni) är en bergslevande asiatisk fågel i familjen fnittertrastar inom ordningen tättingar.

## Utseende och läte
Brun fnittertrast är en medelstor (24 cm) varmt brun fnittertrast med vitfjällig undersida. Det rödbruna huvudet är fläckat och streckat i beige. Stjärten är vitspetsad bortsett från de centrala stjärtfjädrarna. Sången består av ljudliga och klara muntra fraser.

## Utbredning och systematik
Brun fnittertrast delas in i två underarter med följande utbredning:
- Trochalopteron austeni austeni – förekommer i bergsskogar i södra Assam, Indien (söder om Brahmaputra).
- Trochalopteron austeni victoriae – förekommer i västra Myanmar (berget Nat Ma Taung).

### Släktestillhörighet
Tidigare inkluderas arterna i Trochalopteron i Garrulax, men genetiska studier har visat att de är närmare släkt med exempelvis prakttimalior (Liocichla) och sångtimalior (Leiothrix).

## Levnadssätt
Arten förekommer i städsegrön lövskog, inklusive ek- och rhododendronskogar, men även ungskog, skogsbryn, bambustånd och buskage i odlingsbygd, på mellan 1800 och 3000 meters höjd. Den ses i par eller små familjegrupperingar, på jakt efter insekter och frön, oftast på marken men också lågt i vegetationen, och ter sig då skygg och tillbakadragen. Fågeln häckar mellan april och augusti. Arten är stannfågel.

## Status och hot
Arten har ett stort utbredningsområde och en stor population, men tros minska i antal på grund av habitatförstörelse och fragmentering, dock inte tillräckligt kraftigt för att den ska betraktas som hotad. Internationella naturvårdsunionen IUCN kategoriserar därför arten som livskraftig (LC). Världspopulationen har inte uppskattats men den beskrivs som mycket vanlig i Myanmar till sällsynt i Assam.

## Namn
Fågelns vetenskapliga artnamn hedrar Henry Haversham Godwin-Austen (1834–1923), överstelöjtnant och utforskare i British Army som också gav namn åt berget K2, Mount Godwin Austen.